# Централна османска армия
Централната армия е войсково съединение на Въоръжените сили на Османската империя в Руско-турската война (1877 – 1878).
Тя е сред най-добре подготвените и боеспособни сили на Османската армия. Създадена е през юли 1877 г. на основата на Албанския армейски корпус. Усилена е с частите с командир Ахмед Хулюси паша, който отстъпва Шипченския проход, и Новозагорския гарнизон с командир Реуф паша. Командир на армията е Сюлейман паша, началник на щаба е Омер бей.
Задачата е от Албания да достигне Южна България. Армията на Сюлейман паша е транспортирана с кораби от Бар до Дедеагач и с влакове до Пловдив, откъдето с бърз марш достига Стара Загора. От движение трябва да отхвърли на север дълбоко вклинилия се в района Преден руски отряд с командир генерал-лейтенант Йосиф Гурко.
След битките при Нова Загора, Джуранли и Стара Загора, отхвърля руските части и заема позиция за атака на Шипченския проход, охраняван от Шипченския руски отряд. Прочува се със зверства срещу невъоръжено българско население по долината на река Тунджа.
Към 11 август съставът е от 75 табора, 5 ескадрона и 18 батареи с 63 оръдия. Общо 37 350 офицери и войници. Част от силите са оставени за охрана на различни пунктове. За Шипченската битка са отделени 26 табура и 3 батареи. Организирани са в 6 бригади с командири Вейсел паша, Расим паша, Реджеб паша, Салих паша, Шакир паша, конница – Дагестан Мехмед паша, и артилерия – Леман паша. Въпреки превъзходството си в жива сила и въоръжение не успява да превземе Шипченския проход през август 1877 г., отбраняван геройски от руски части и Българското опълчение. По преценка на Сюлейман паша жертвите са 6644 убити и ранени. Изтощава силите си за настъпателни действия и преминава към отбрана.
В началото на септември след ново усилване достига до 42 000 офицери и войници и 75 оръдия. Заема позиция по линията Карлово – Котел. От 14 до 26 септември командир е Реуф паша. Претърпява неуспех в септемврийските боеве на Шипка и зимното стоене на Шипченския проход. Прави неуспешен опит да деблокира обсадената при Плевен Западна армия.
От декември командир е Вейсел паша. В началото на януари 1878 г. Централната армия не успява да предотврати преминаването на Южния руски отряд с командир генерал-лейтенант Фьодор Радецки през проходите на Централна Стара планина. В боевете при Шипка и битката при Шейново е разгромена и пленена с целия си личен състав и въоръжение. Разгрома на Централната армия има стратегическо значение за изхода от войната.